# Dihemistephanus fragilis
Dihemistephanus fragilis är en plattmaskart. Dihemistephanus fragilis ingår i släktet Dihemistephanus och familjen Lepocreadiidae. Inga underarter finns listade i Catalogue of Life.